# Florence Jany-Catrice
Florence Jany-Catrice, née en 1964, est une économiste française, spécialisée dans l’étude de l’emploi dans les services, dans la critique des indicateurs macro économiques et dans les nouveaux indicateurs de richesse. Elle s’intéresse aussi aux questions évaluatives liées à la transition et notamment à la santé sociale et à la qualité écologique des territoires. 
Elle est actuellement chercheur senior à l'Université de Rouen-Normandie, titulaire de la chaire d’excellence EQAM (économie de la qualité et ses mesures). Elle a aussi présidé l’Association française d'économie politique. 

## Biographie

### Jeunesse et formation
Elle effectue des études d'économie à l'université de Lille. Elle est ensuite admise au Collège d'Europe, à Bruges. Elle poursuit ses études à l'université Johns-Hopkins, à Baltimore.

### Parcours professionnel
Elle est nommée maître de conférences en 1992, puis professeur d’économie à l’université de Lille. Elle conduit ses recherches au Clersé (Centre lillois d’études et de recherches économiques et sociologique)-UMR 8019 autour de l’économie de la qualité (travail, emploi, services, richesse) et de ses mesures. 
Florence Jany-Catrice préside l’Association française d'économie politique. Elle est aussi professeur invitée à l’université de Xi’An en Chine. 

### Activités éditoriales
Florence Jany-Catrice a publié de nombreux articles dans la presse française, notamment dans Le Monde.
Membre du comité de rédaction de la revue Socio-économie du travail (Économies et sociétés), elle est directrice et membre du comité de rédaction de la Revue française de socio-économie (RFSE) qu'elle a cofondée avec Bernard Convert et Richard Sobel. Elle est coprésidente avec Jean Gadrey du Forum pour d'autres indicateurs de richesse fondé en 2008 initialement pour surveiller les activités de la Commission Stiglitz.
Elle participe aussi à l’animation de collectifs critiques tels que le Forum pour d'autres indicateurs de richesse. Elle a publié de nombreux ouvrages et articles et a été de 2008 à septembre 2017 la directrice de la Revue française de socio-économie.

## Travaux
Les activités de recherche de Florence Jany-Catrice se sont d’abord portées sur l’économie et la socio-économie des services et sur la comparaison internationale des systèmes d'emploi. Ses travaux portent de manière générale sur l'économie de la qualité : l’emploi des femmes dans les activités dites « de service à la personne », les activités du « care » (soins aux personnes âgées en particulier) etc.
Elle a effectué en collaboration avec l’économiste Jean Gadrey une série de revues des indicateurs de richesse et de bien-être, ce qui s’est traduit par la publication en 2005 d’un livre de référence[réf. nécessaire] sur cette question, Les Nouveaux Indicateurs de richesse. Sur un mode plus appliqué, elle a testé sur les régions françaises un  indicateur alternatif de bien-être initialement mis au point  au Canada par les chercheurs canadiens Lars Osberg et Andrew Sharpe. Elle a mis au point en 2007-2008, sur un mode participatif, une adaptation régionale, dans le Nord-Pas-de-Calais, du Baromètre des inégalités et de la pauvreté. Sur un mode également participatif, elle a construit avec Rabih Zotti, économiste au CLERSE, un  indicateur comparatif de santé sociale (ISS) pour les régions françaises.
Au sein de l'Institut des sciences économiques et du management où elle enseigne en M1 et M2, elle assure la direction du Master 2 d'Action publique, institutions et économie sociale et solidaire.

## Distinction
- Chevalier de la Légion d'Honneur, 2015[8].